# Aethionema coridifolium
Aethionema coridifolium är en korsblommig växtart som beskrevs av Dc. Aethionema coridifolium ingår i släktet Aethionema och familjen korsblommiga växter. Inga underarter finns listade i Catalogue of Life.